# Antiguo puente del Meno
El antiguo puente del Meno (en alemán: Alte Mainbrücke) o puente viejo de Wurzburgo es el más antiguo de los puentes del río Meno (Alemania) y de los más importantes monumentos medievales de Franconia, en general, y de la ciudad bávara de Wurzburgo (capital de Baja Franconia), en particular. Aunque su construcción comenzó en pleno siglo XV, fue hasta finales del siglo XIX la única estructura de Wurzburgo que permitía el cruce del río a pie o a caballo, y por tanto la única conexión terrestre entre la antigua ciudad (actualmente el casco antiguo) y la fortaleza Marienberg.
Con sus inconfundibles estatuas de piedra de reyes, santos y religiosos destacándose en el paisaje urbano, el puente sigue la tradición arquitectónica del puente Sant'Angelo (134-139), en Roma, adoptada también por el puente de Carlos de Praga (1357-1402). Actualmente forma parte del paseo Este-Oeste (Ost-West-Passage) y es, junto a la fortaleza Marienberg, el elemento más característico en el panorama exterior de la ciudad.

## Historia

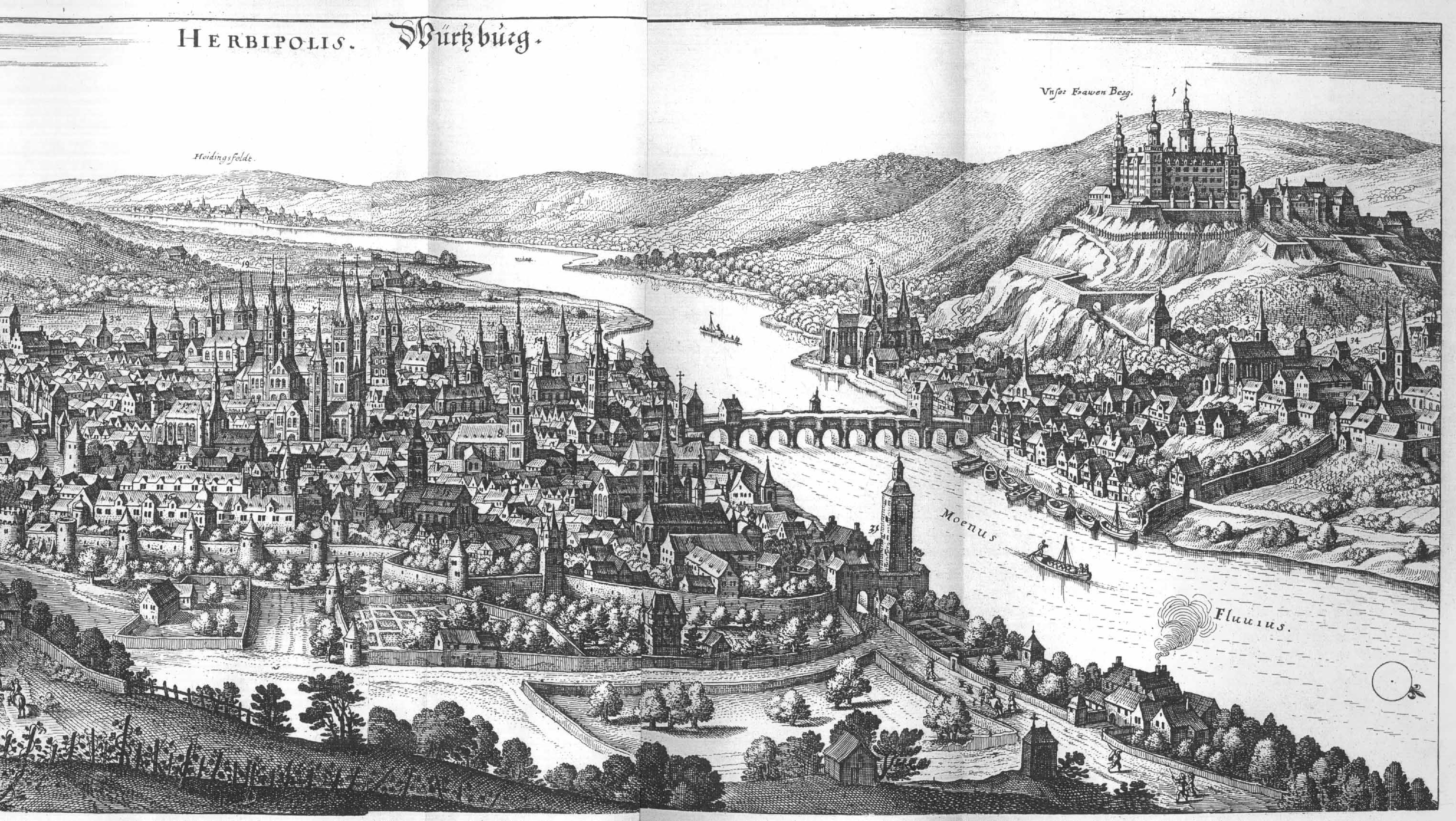
El puente en un grabado de Topographia Franconiae (1656), obra de Matthäus Merian (1593-1650).

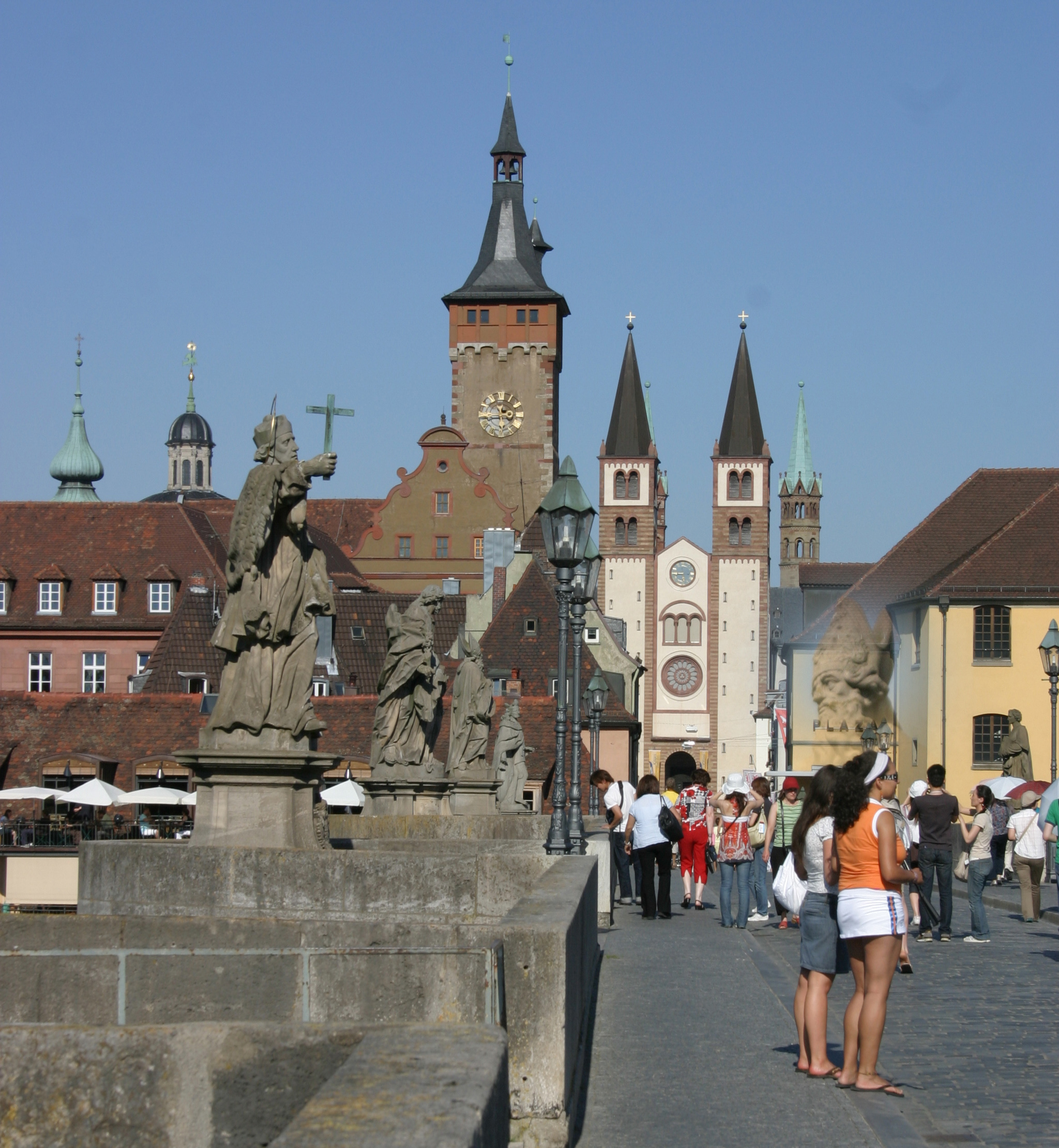
Vista del puente desde la calzada hacia el centro de la ciudad, con la iglesia de San Kilian al fondo.

El primer puente de piedra en esta ubicación (kilómetro 252,32 del río Meno) se construyó alrededor de 1120 al estilo románico bajo la dirección de Enzelin, el ilustre arquitecto románico de la ciudad de Wurzburgo, responsable, entre otros, de la última renovación estilística importante de la catedral de San Kilian. Hasta ese momento, el río solo se cruzaba a esta altura a bordo de una balsa que servía de transbordador. Según la hagiografía, durante la puesta de los cimientos de este primer puente es cuando se descubrieron las figuras del santuario pagano de Freya (ubicado dentro de la fortaleza), que habrían sido arrojadas allí por los tres misioneros San Kilian, San Colman (Kolonat) y San Totnan —hoy símbolos de la evangelización de la región—, quienes querían eliminar cualquier posible adoración pagana.
Aquel puente fue parcialmente destrozado por las inundaciones de Wurzburgo de 1342 y 1442, y con el paso de los años se vio deteriorado por los constantes choques de los masivos troncos de árbol transportados a través del río, que atravesaban sus columnas. Como consecuencia, tras más de 350 años en servicio tuvo que ser demolido, y en su lugar se erigió el puente que en la actualidad sigue adornando la ciudad. Los trabajos de construcción comenzaron en 1476 y tardaron varias décadas en completarse. En 1488, se finalizaron los pilares de piedra elaborados en Muschelkalk, mientras que los trabajos en las bóvedas de los arcos, iniciados en 1512, se prolongaron hasta 1703 por continuos problemas de financiación.
Hasta el siglo XVIII, el puente había sido fortificado con defensas y cubierto de zanjas en su mayor parte, teniendo un propósito principalmente militar. Antes de 1869, contaba con un arco adicional en su extremo occidental construido en tiempos del príncipe-obispo Johann Philipp II, rematado por cuatro figuras adicionales —dos de guerreros romanos en la fachada oriental y dos de amazonas en la fachada occidental— realizadas entre 1701 y 1702. Tanto las esculturas como los dos escudos de armas de los príncipes-obispos que estaban incrustados en ambas fachadas, se han perdido.
Tras la muerte del príncipe Christoph Franz von Hutten, quien en 1725 había encargado al arquitecto Anton Clemens Lünenschloß la realización de las estatuas, se ubicaron en el tramo sur del puente seis figuras de santos característicos de la región, en una forma similar a la del puente de Carlos de Praga. En la década de 1730, su sucesor, Friedrich Carl von Schönborn, encargó la elaboración y colocación en el tramo norte del puente de otras seis figuras político-religiosas, completando una sucesión de doce estatuas.

### SigloXX

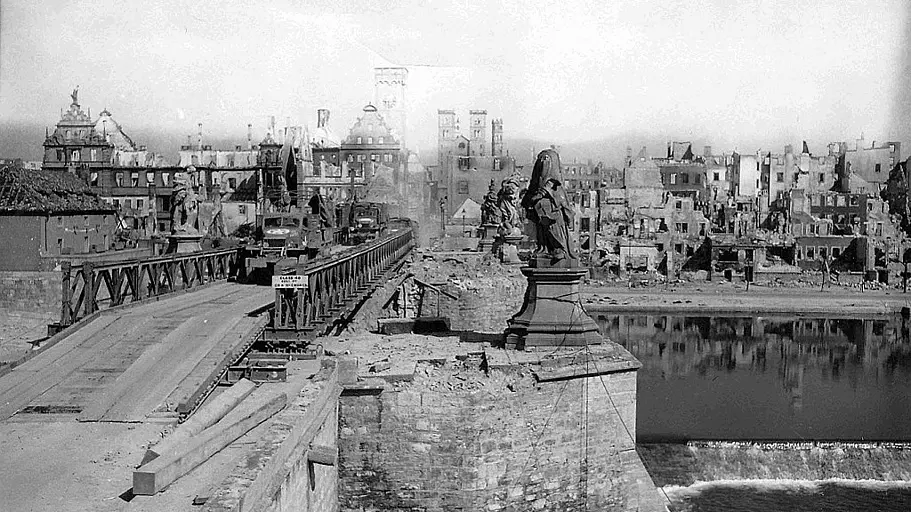
Un puente Bailey tendido sobre el tramo destruido del puente (septiembre de 1945).

El 2 de abril de 1945, con la Segunda Guerra Mundial tocando su fin, tropas alemanas dinamitaron dos de los arcos del puente (el cuarto y el quinto) como parte del esfuerzo de frenar el avance de las tropas aliadas (lo mismo hicieron en otros puentes de Wurzburgo y del Meno bávaro, siendo famoso el caso del puente de Marktheidenfeld). A la llegada de los aliados, zapadores estadounidenses tendieron un puente Bailey sobre el tramo demolido, acción que repitieron en el puente de los Leones (Löwenbrücke) a continuación.
La restauración del puente se llevó a cabo entre abril y julio de 1950, incluyendo la reparación y recolocación de algunas de las estatuas. La primera embarcación en estrenar el tramo restaurado fue el Mainz, un barco de transporte fluvial perteneciente al gobierno federal de Alemania, anteriormente llamado Hungária debido a que había sido construido y regalado por Hitler al regente de Hungría. El siguiente gran proyecto de rehabilitación tuvo lugar entre 1976 y 1977, e incluía el acondicionamiento del tablero para el paso de peatones y vehículos. Sin embargo, desde principios de la década de 1990, el cruce del puente por vehículos de motor está prohibido.

## Arquitectura y construcción

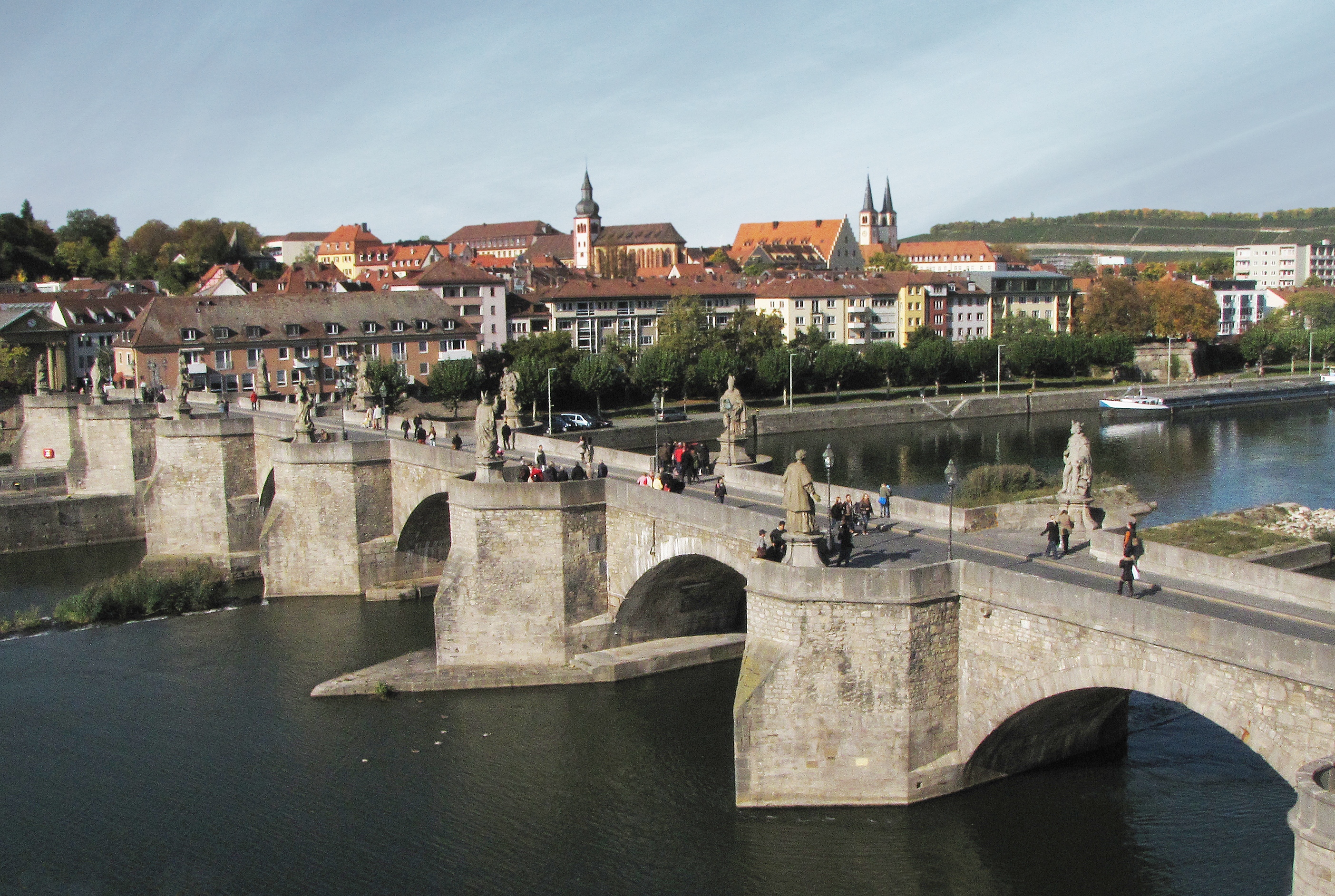
Otra vista del puente

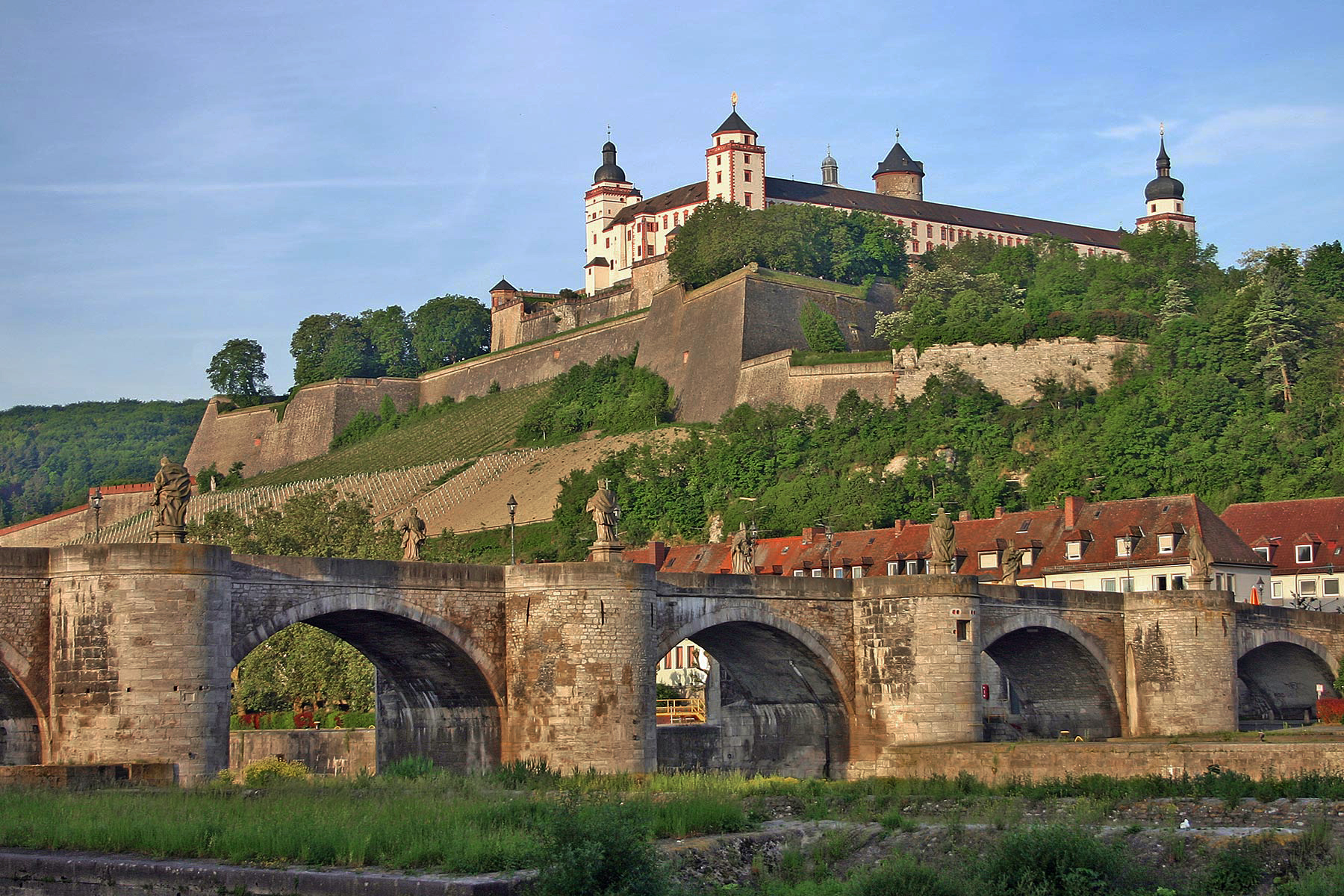
Vista del puente desde el noreste, con la fortaleza Marienberg al fondo.

El antiguo puente del Meno es una estructura de ocho arcos escarzanos realizada en piedra arenisca, con una longitud total de 185 metros. Las luces (distancia entre los apoyos de los arcos) varían entre 17,53 m del primer arco (en la orilla oriental, dando al centro de la ciudad) y 12,2 m del último (hacia Marienberg). El vano del arco que abre hacia la esclusa mide 16,56 m y su altura de paso es de 5,3 m (la altura mínima navegable sobre el nivel del agua, correspondiente a su nivel más alto regulado por la esclusa). El grosor horizontal de los pilares, que sirven de contrafuertes, varía entre 7,08 y 7,92 m.            
El ancho del puente es de 7,45 m, reducidos a un neto de 6,85 m por los parapetos, con una calzada de 3,85 m de ancho, que actualmente sirve solo para bicicletas y viandantes. Para su construcción se usaron piedras de Muschelkalk (tipo de arenisca basada en fragmentos de conchas) extraídas de una cantera a 8,5 km río arriba (hacia el sur, en la orilla derecha del Meno a la altura de Eibelstadt).
La parte inferior del tallado de los pilares está formada por sillares dispuestos en capas alternas, mientras que el resto de mampostería mantiene una altura uniforme de sus capas. Tres de las bóvedas están elaboradas en hormigón armado cubierto de piedra natural, con un espesor de 70 cm en su parte más alta, mientras que las demás bóvedas, construidas en ladrillo, tienen un grosor de entre 55 cm y un metro.                   

### Las estatuas
Las doce estatuas del puente, de unos 4,5 metros de altura cada una, realizadas en piedra arenisca al estilo barroco, están levantadas sobre pedestales ubicados en los apartaderos en forma de baluartes que coronan los pilares en ambas fachadas. Cada uno de los pedestales presenta un escudo de armas en relieve correspondiente a la dinastía del obispo que lo mandó construir, sumándose en doce manifestaciones heráldicas de las casas Von Hutten y Von Schönborn. En las basas de las estatuas, encima de los pedestales, hay grabados con los nombres en latín de los personajes representados.
Todas las figuras son representaciones de personas históricas con un sentido religioso relacionado con la crónica de la región. También en el caso de Carlomagno y su progenitor, Pipino el Breve, aun siendo figuras políticas (y claves dentro del concepto de la ciudad imperial libre de Wurzburgo), en ambos casos son representados en el sentido de su santidad, habiendo sido Pipino el primer rey en recibir la consagración real del papa, y el segundo canonizado por el antipapa Pascual III, y luego confirmada su beatificación por la Santa Sede. La figura de María es importante por ser patrona de Franconia, en general, y principal figura bíblica venerada en Wurzburgo, en particular; el nombre Marienberg (tanto el lugar como la fortaleza) y la iglesia de Santa María allí situada (la iglesia más antigua de la región) reciben su nombre. La figura de José de Nazaret con el Niño Jesús completan la representación de la Sagrada Familia. Como es costumbre en puentes similares, se incluye la figura de Juan Nepomuceno, patrón de los puentes.

Estatuas del puente (lado norte (aguas arriba): desde el centro de la ciudad hacia el barrio de Mainviertel)
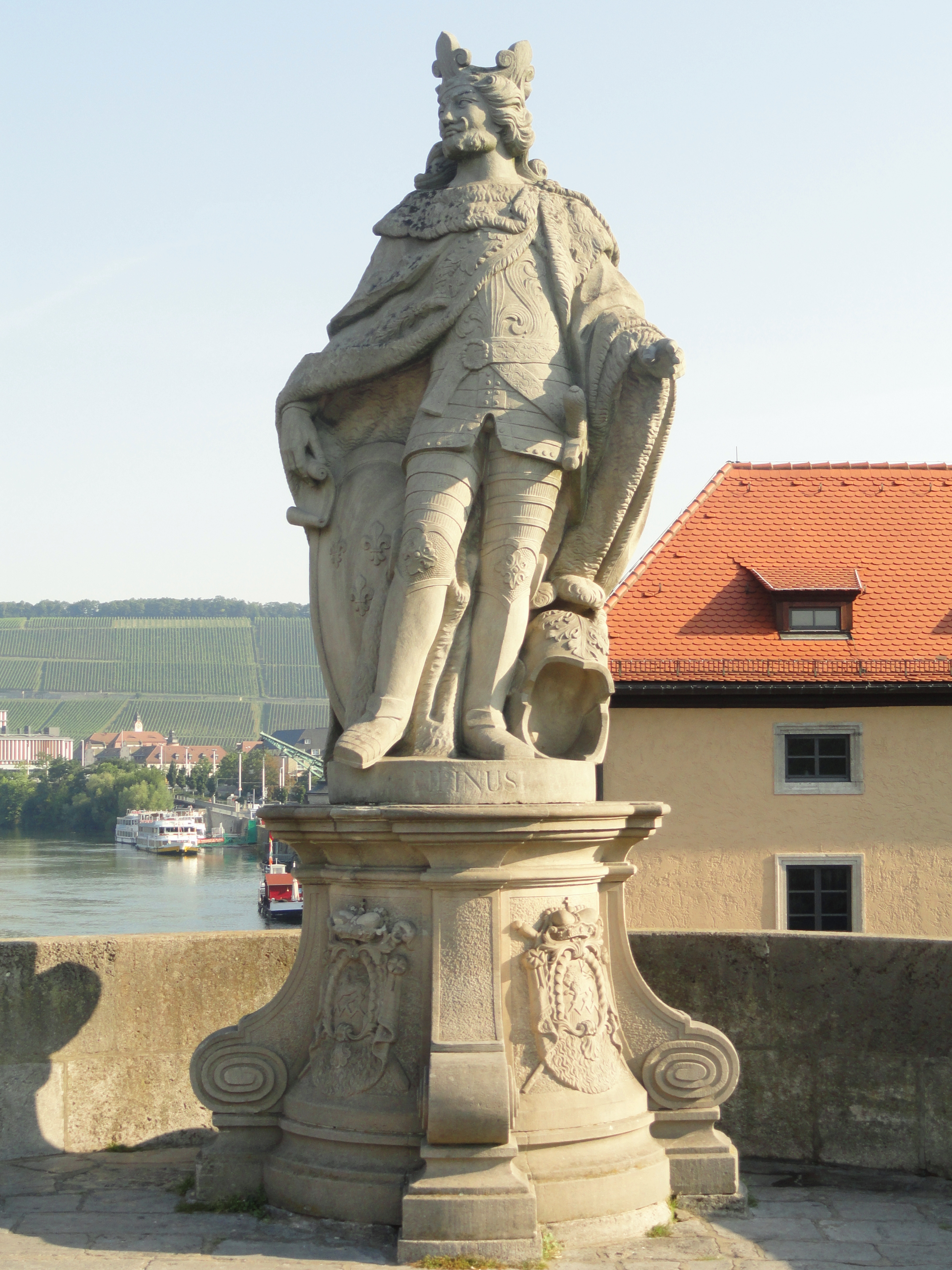
Pipino el Breve, padre de Carlomagno y primer rey carolingio y primer monarca en ser consagrado por la Iglesia.
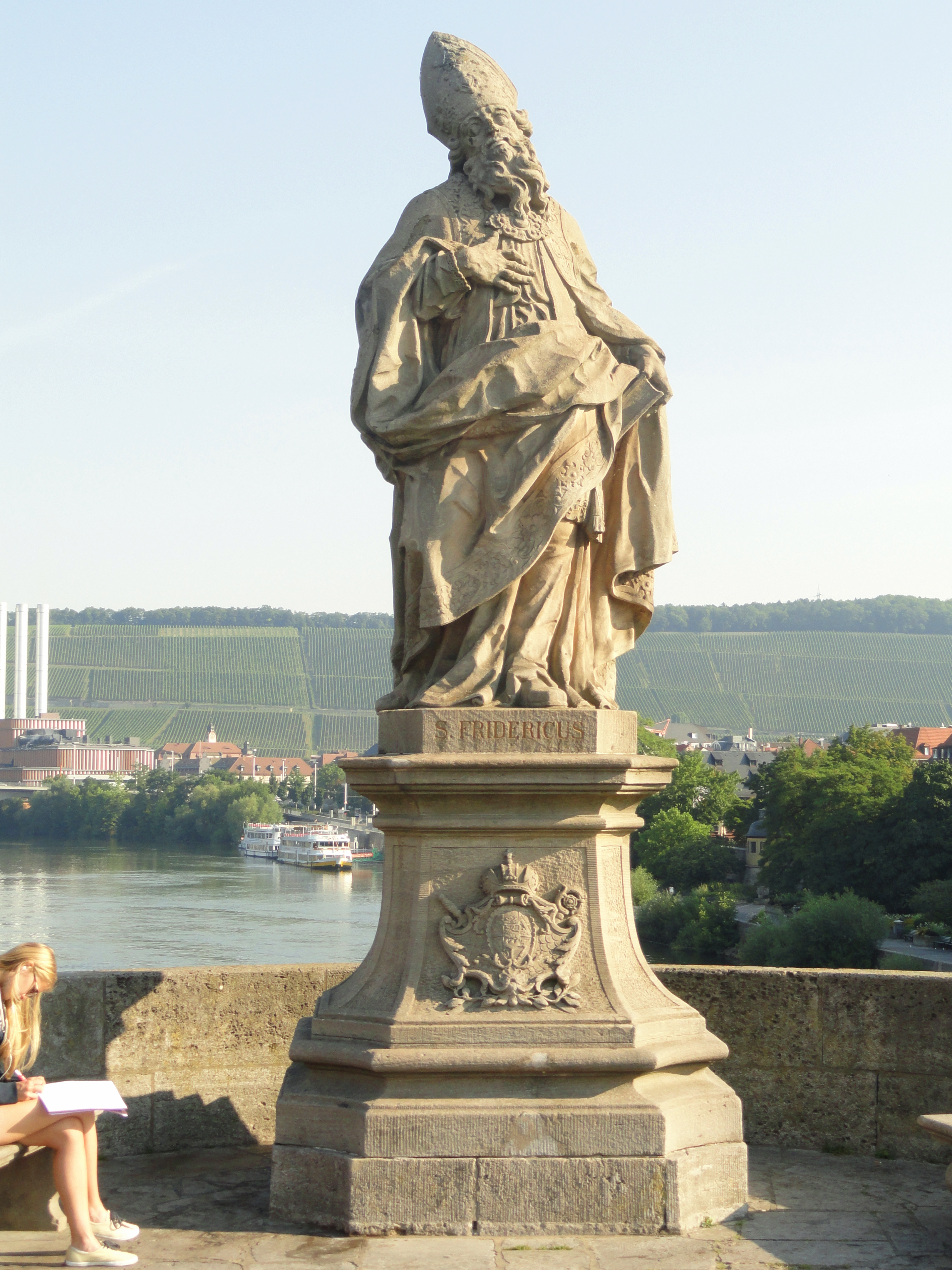
San Federico (Friedrich), obispo franco y el primer santo patrón de Friedrich Carl von Schönborn.
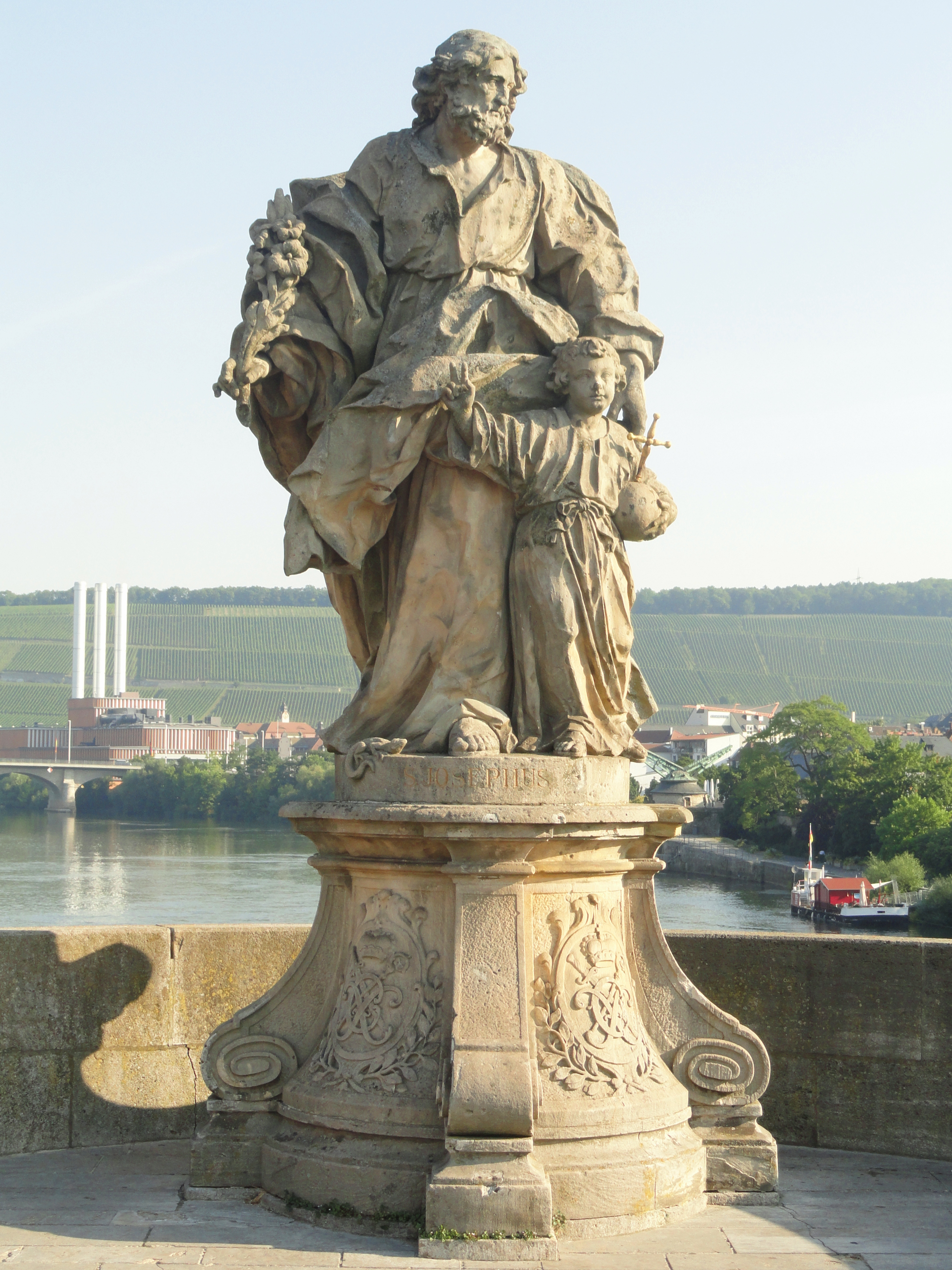
José de Nazaret, representado con el Niño Jesús asiendo una cruz.
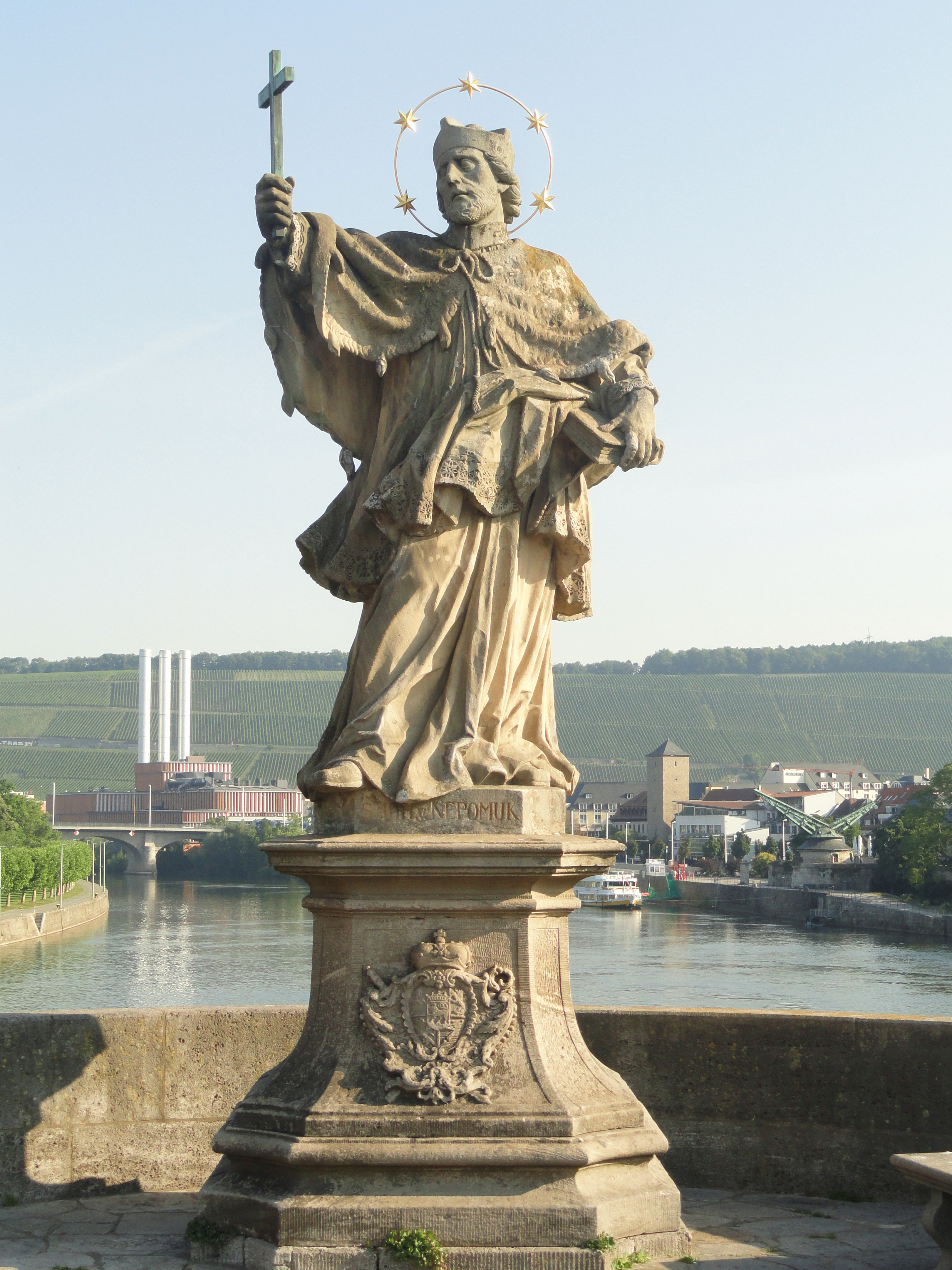
San Juan Nepomuceno, patrón de los puentes.
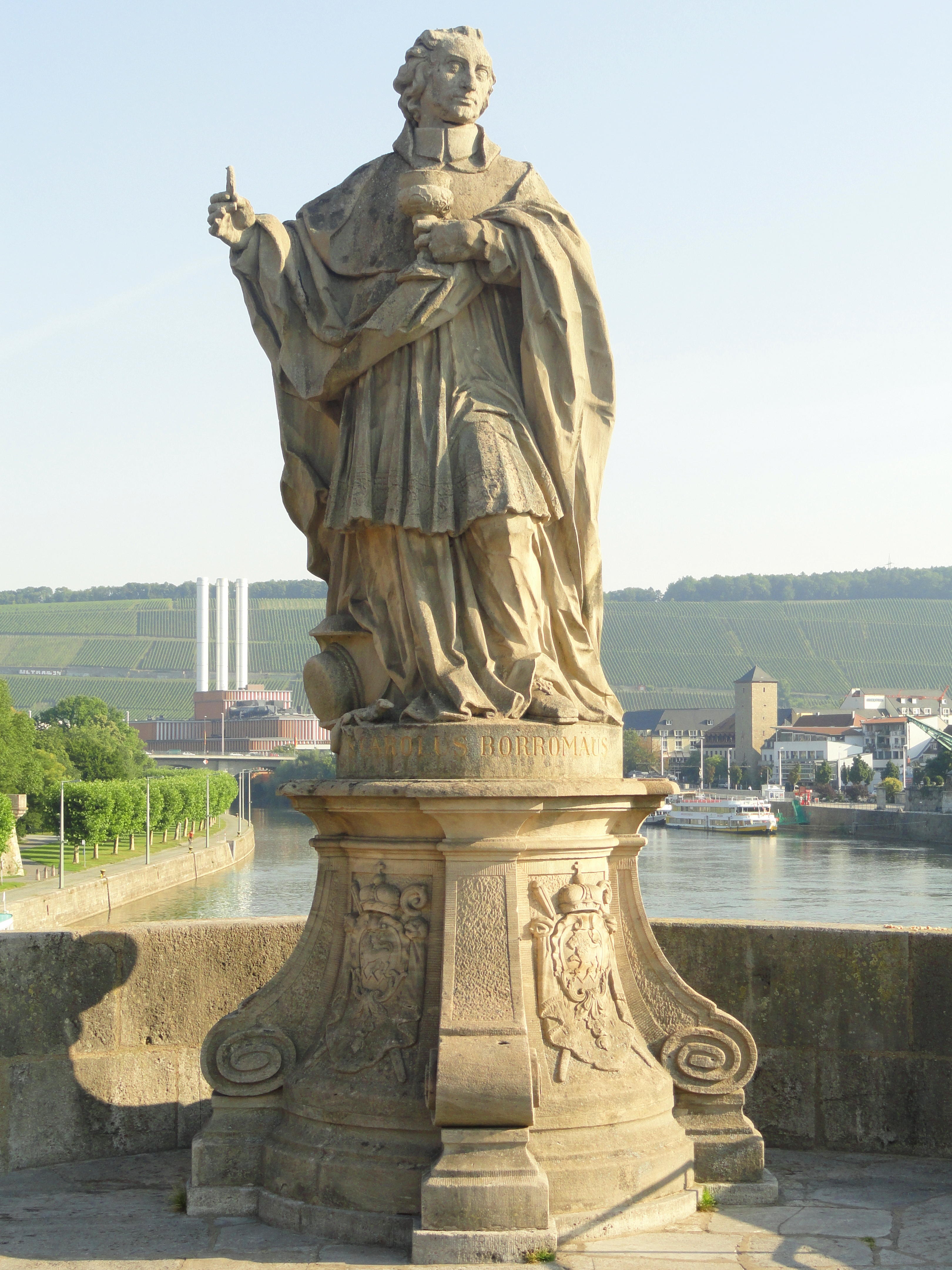
San Carlos Borromeo, líder de la contrarreforma en Franconia y 2.º santo patrón de de Friedrich Carl von Schönborn.
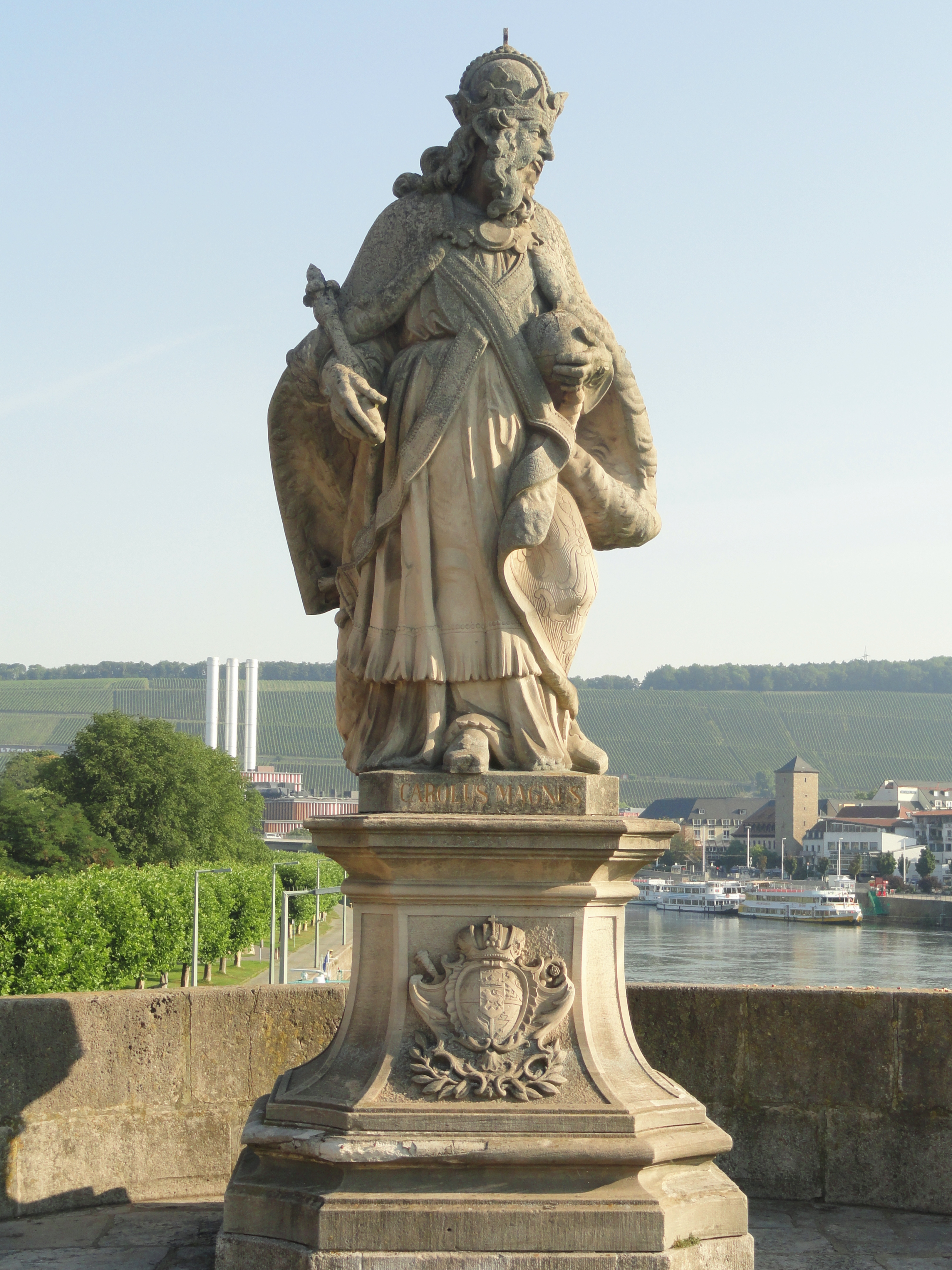
Carlomagno, rey de francos e Imperator Romanum, representado en su indumentaria de canonización.

Estatuas del puente (lado sur (aguas abajo))
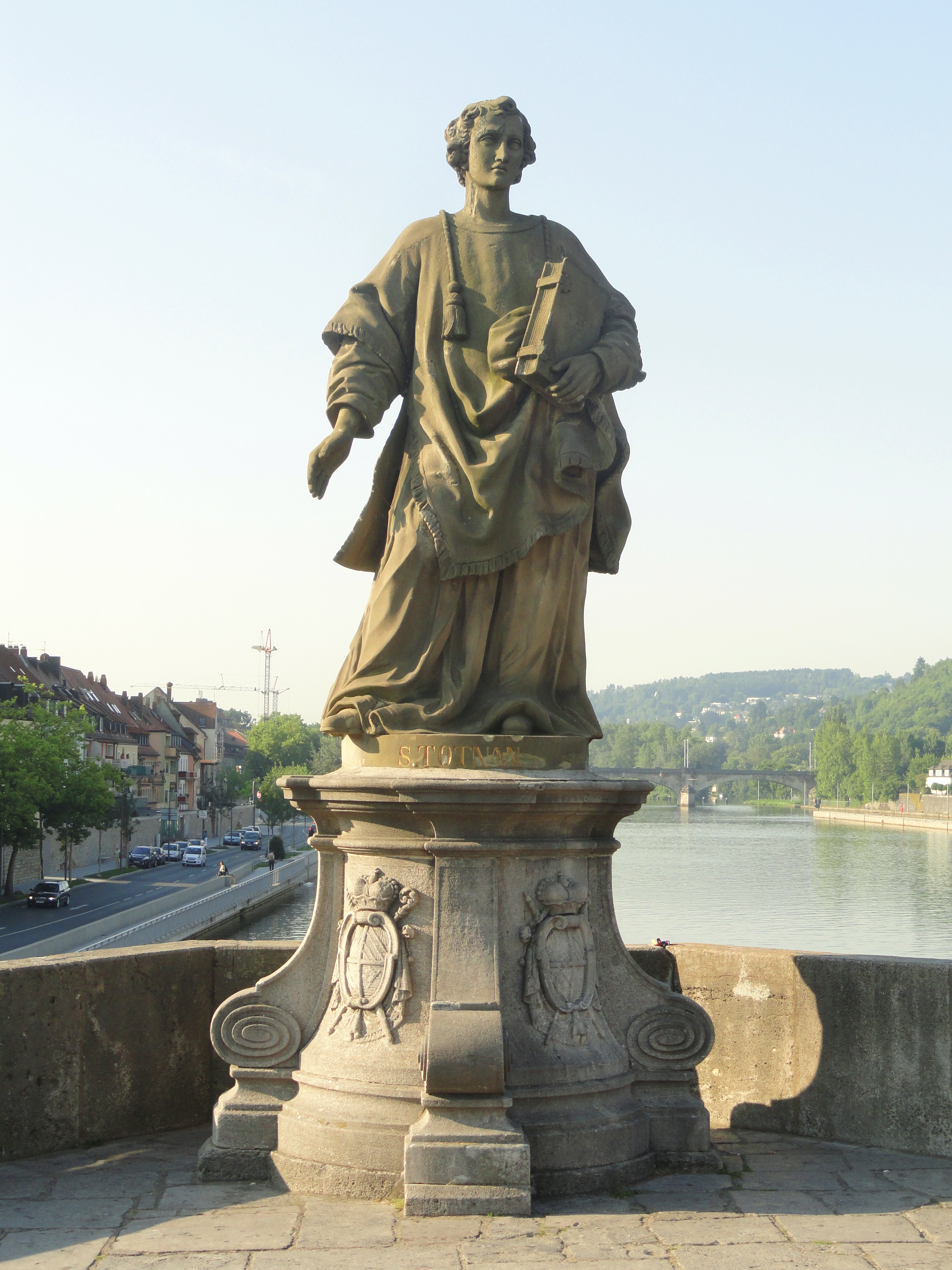
San Totnan, de los tres llamados apóstoles francos durante la cristianización de Franconia.
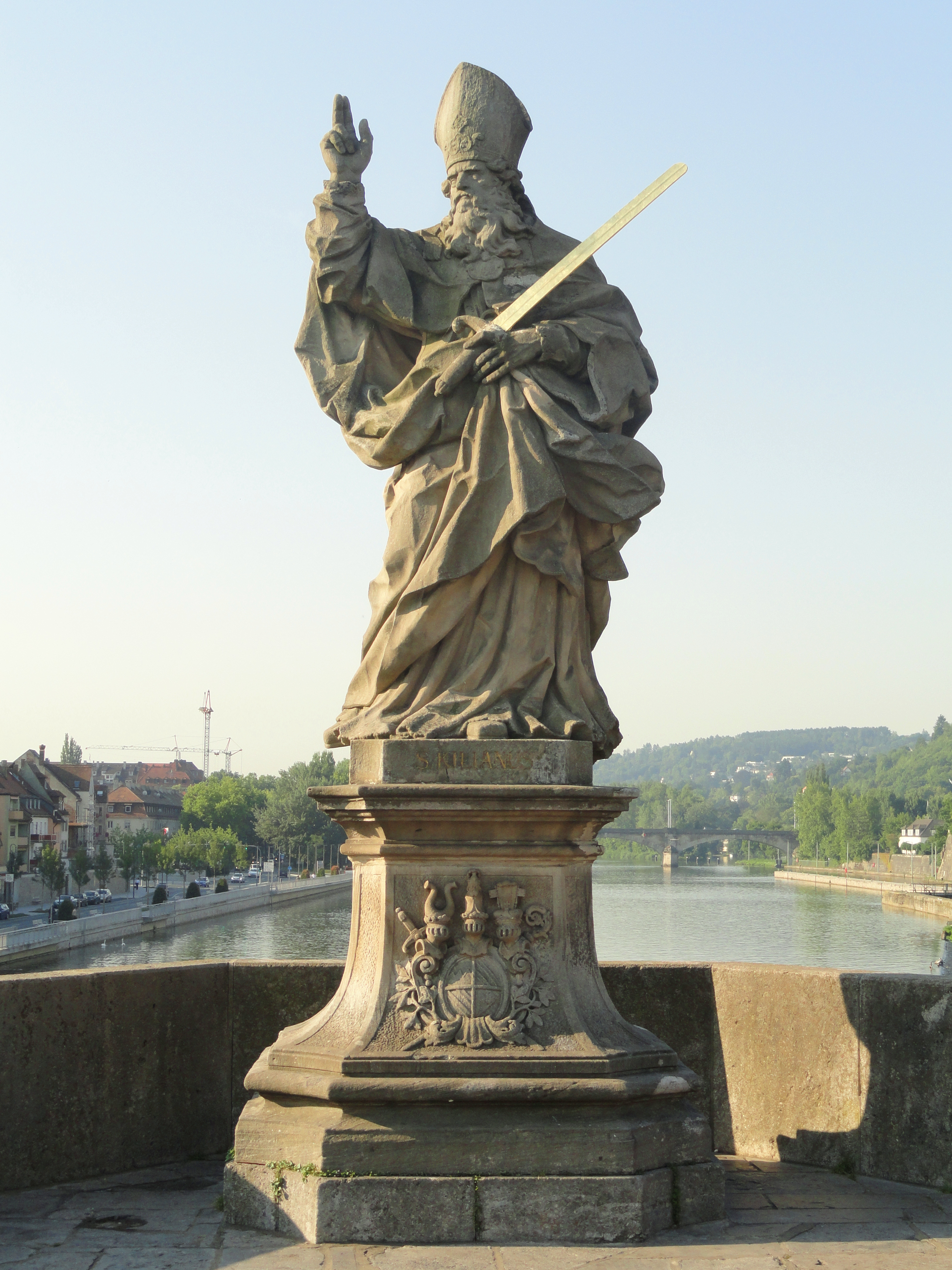
San Kilian, el principal de los apóstoles francos, evangelizador de Franconia y símbolo de Wurzburgo.
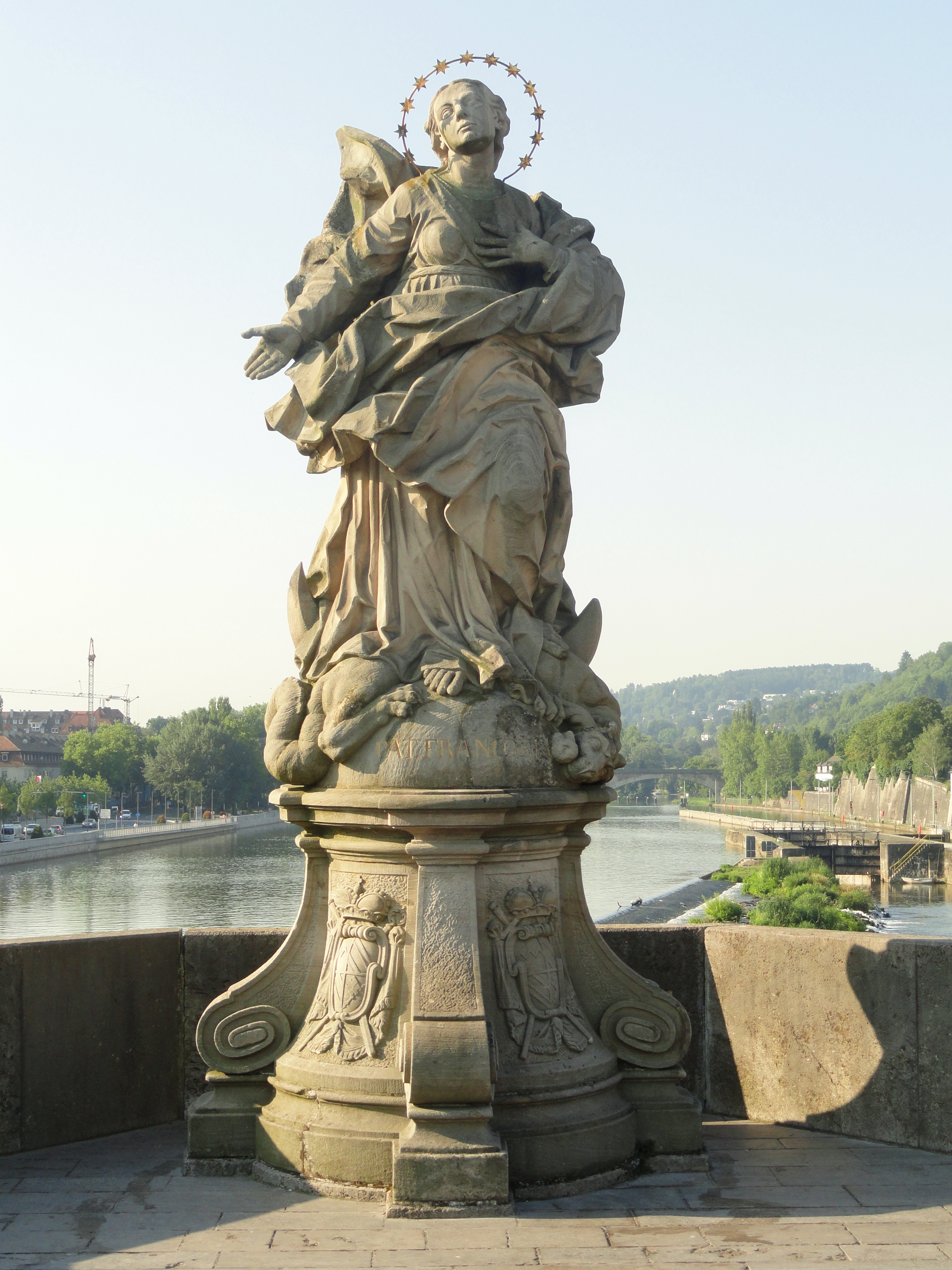
Santa María, madre de Jesús, representada como patrona de Franconia (Patrona Franconiae)
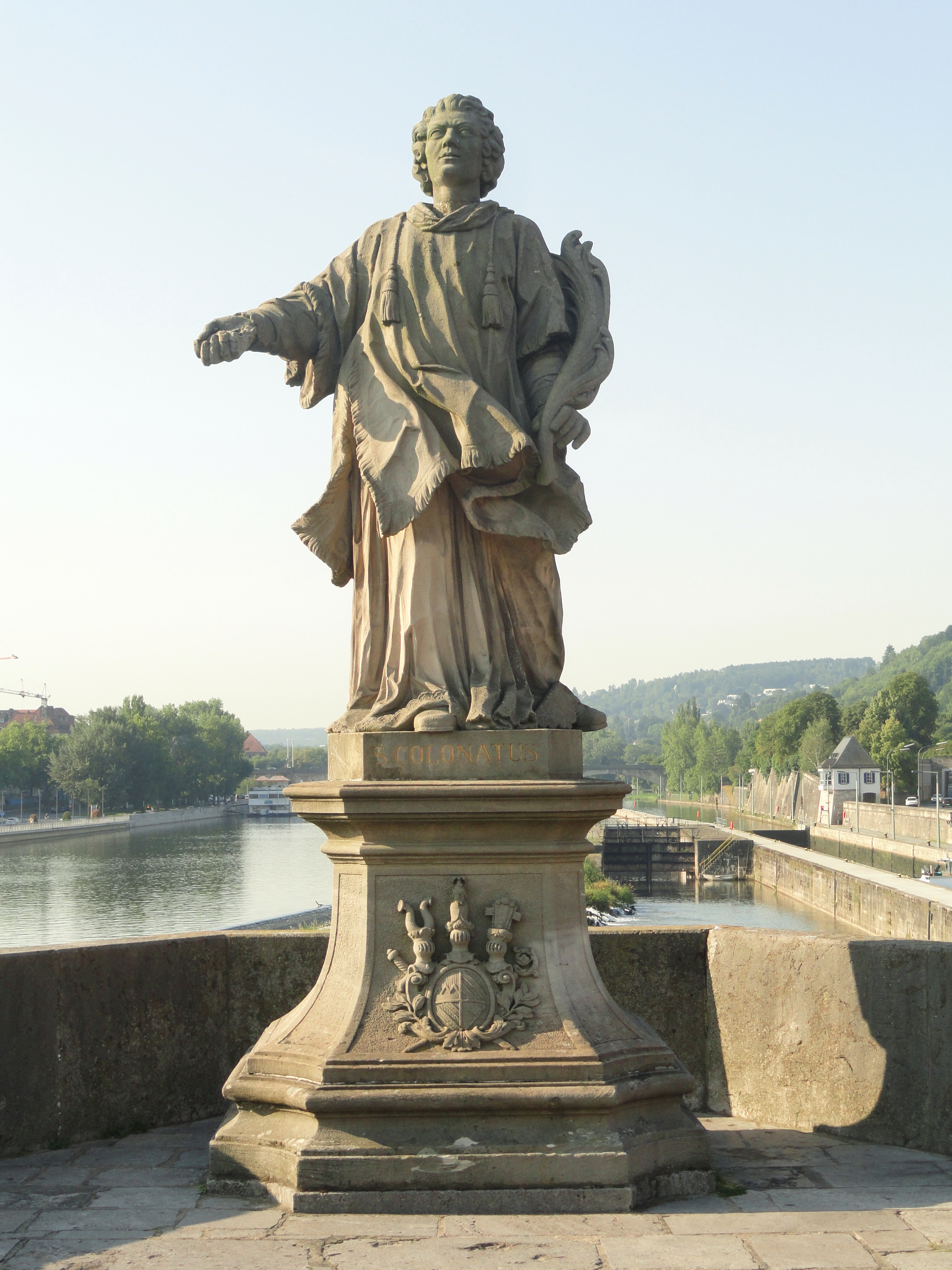
San Colman, de los tres llamados apóstoles francos durante la cristianización de Franconia.
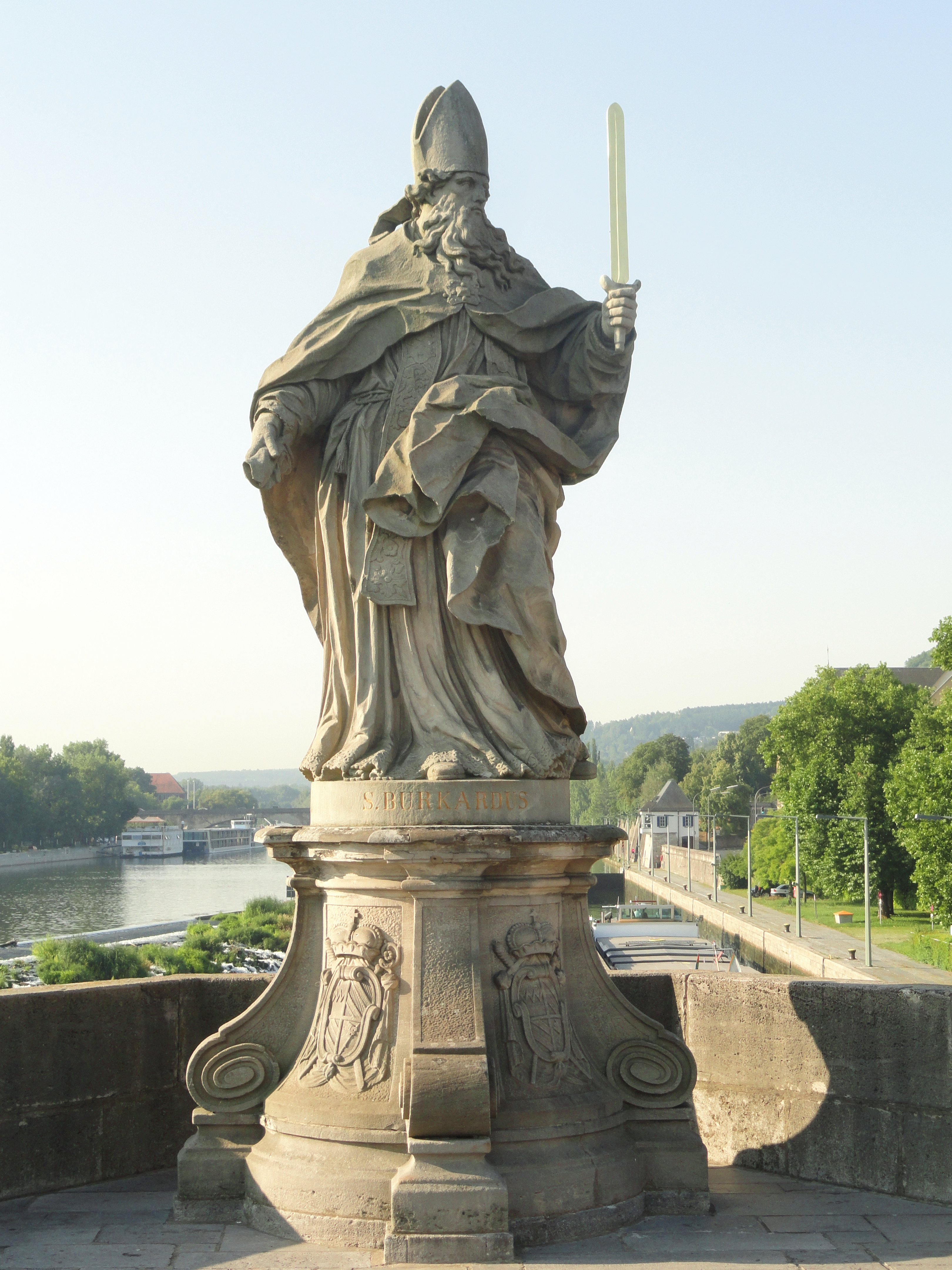
San Burcardo, primer obispo de Wurzburgo.
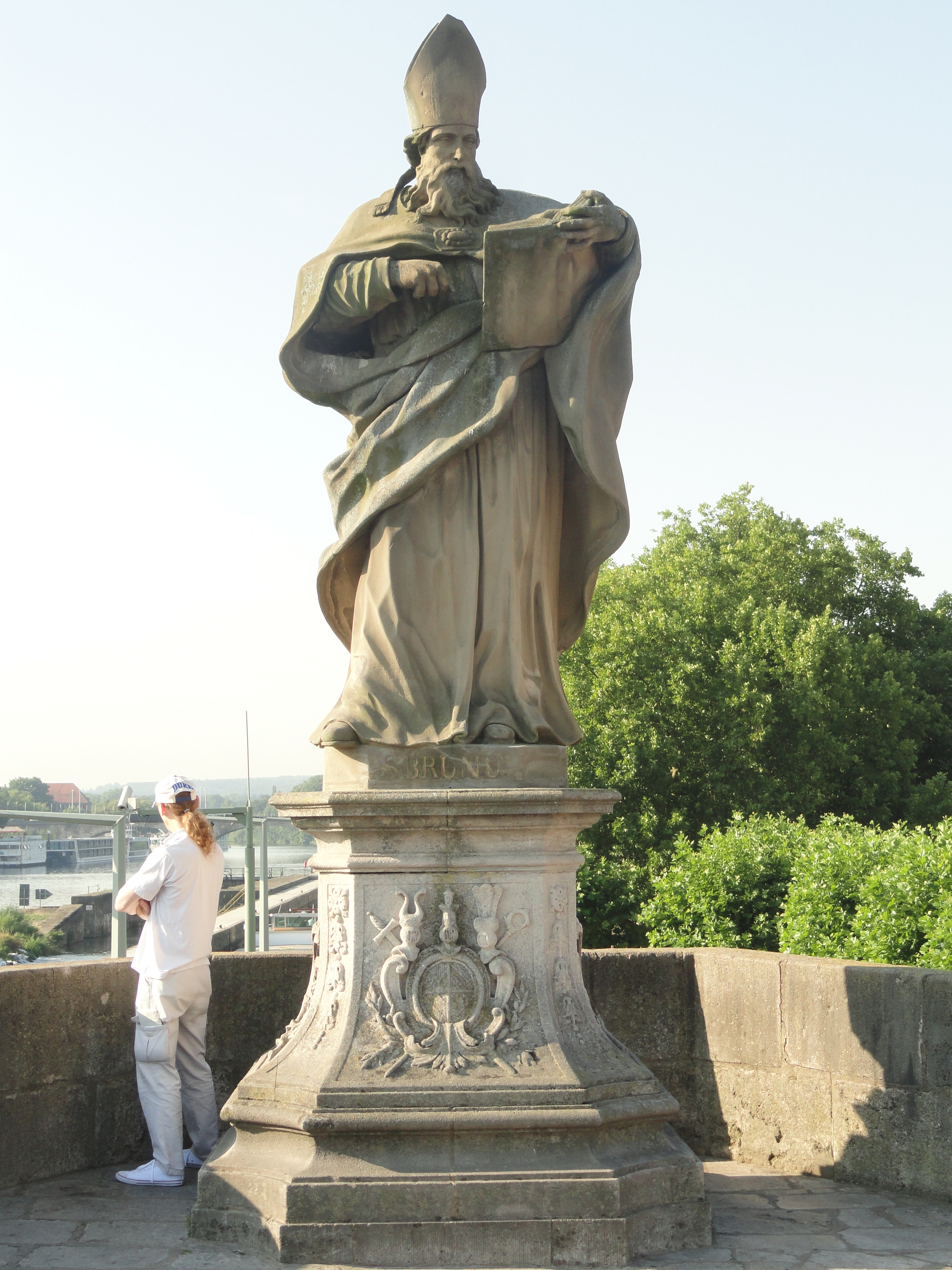
San Bruno, obispo de Wurzburgo y fundador de la Catedral de San Kilian.

## Actualidad
En 2019, el ayuntamiento de Wurzburgo presentó un nuevo plan de saneamiento y modernización de la calzada del puente.